# وولفگانگ کولهاز
وولفگانگ کولهاز (آلمانی: Wolfgang Kohlhaase؛ زادهٔ ۱۳ مارس ۱۹۳۱) کارگردان فیلم اهل آلمان است.
وی در سی و پنجمین دوره جشنواره بین‌المللی فیلم برلین عضو هیئت داوران بوده است.